# Борисова, Степанида Ильинична
Степанида Ильинична Борисова (род. 15 апреля 1950) — якутская актриса и певица, народная артистка Российской Федерации (2006) и Республики Саха (2001). Супруга режиссёра Андрея Борисова.

## Биография
Родилась в селе Нахара Мегино-Кангаласского улуса Якутской АССР.
В 1974 году окончила якутскую студию Высшего театрального училища имени М. С. Щепкина.
С 1974 года играет в Саха академическом театре имени Ойунского. С 1980-х годов начала петь в театральных спектаклях (в частности, в постановке «Доброго человека из Сычуани» Бертольта Брехта), используя якутскую национальную технику пения тойук. С 1990-х годов много гастролирует как фолк-певица, участвует в многочисленных фестивалях этномузыки. Выступала также в составе рок-группы «Чолбон».
В 2009 в Москве состоялась премьера её моноспектакля «СтарухЫ» по прозе Хармса в постановке Ф. Павлова-Андриевича.
Сыграла роль Оэлун, матери Чингисхана, в российско-монгольском фильме «Тайна Чингис Хаана» (2009).
С 2011 года является художественным руководителем актёрской студии при Театре Олонхо.

## Творческая деятельность

### Роли в театре
- Старуха (моноспектакль «СтарухЫ»),
- Суосалдьыйа Толбонноох («Суосалдьыйа Толбонноох», И. Алексеев),
- Жена Поэта («Мной оставленные песни», В. Протодьяконов),
- Марфа — «Споткнувшийся» (А. Софронов),
- Мать Кириска («Желанный голубой берег мой», Ч. Айтматов),
- Пайпэткэ («Ханидуо и Халерхаа», С. Курилов),
- Шень Дэ и Шой Да («Добрый человек из Сезуана» Б. Брехт),
- Кутурган Куо («Кудангса Великий», П. Ойунский),
- Лагларыйа Даарыйа («Николай Дорогунов — дитя человеческое», П. Ойунский),
- Домработница — («Злой дух», Н. Неустроев),
- Кыыс Дэбилийэ (олонхо «Кыыс Дэбилийэ»),
- Оджулун («По велению Чингисхана», Н. Лугинов),
- Бернарда Альба («Дом Бернарды Альба», Г. Лорка),
- Тётя Таня («Ангелы не плачут», Д. Привалов),
- Госпожа Иэйэхсит («Эллэй Боотур», Алтан Сарын),
- Айыысыт («Сон Шамана», А. Е. Кулаковский).

### Роли в кино
- «Охоноон» (реж. А. Васильев),
- «Сирдээх дьон» (реж. С. Ермолаев),
- «Тайна Чингис Хаана» (Оэлун, реж. Андрей Борисов).

### Режиссёрские работы
- Спектакль «Олох долгуннара» («Волны судьбы»)
- Спектакль-олонхо «Удаган кыргыттар» («Девушки удаганки») Н. Абрамова (2013)

## Награды и звания
- Лауреат Государственной премии Республики Саха имени П. А. Ойунского (1988)
- Заслуженная артистка Российской Федерации (1993)
- Народная артистка Республики Саха (2001)
- Народная артистка Российской Федерации (2006)[1]